# Pino Cabras
Pino Cabras (Lanusei, 27 gennaio 1968) è un politico e giornalista italiano, deputato della XVIII legislatura prima per il Movimento 5 Stelle e poi, dopo la sua espulsione, per Alternativa. Noto anche come attivo sostenitore di diverse teorie del complotto.
Durante tutta la legislatura ha fatto parte della Commissione Affari Esteri della Camera dei deputati. È stato eletto vicepresidente della stessa commissione il 29 luglio 2020. Dal 21 giugno 2018 al 30 aprile 2019 ha fatto parte anche della Commissione Finanze. È stato presidente della delegazione italiana nella Commissione di Collaborazione Italia-Cina fra Parlamento italiano e Congresso nazionale del popolo cinese.

## Biografia
Laureato in scienze politiche, perfezionato in relazioni industriali, svolge la professione di analista finanziario. È condirettore del sito Megachiped è stato redattore di Pandora TV, emittente televisiva via web fondata e diretta da Giulietto Chiesa. Collabora regolarmente con la web TV VisioneTV e la collegata rivista "Visione".
Avvicinatosi al Movimento 5 Stelle nel 2018, alle elezioni politiche del 4 marzo è stato eletto dopo aver conquistato la vittoria nel collegio uninominale sardo di Carbonia con oltre 80.000 voti e il 45,8% dei consensi.

### Posizioni politiche
Cabras è autore di contenuti web (su PandoraTV, Megachip.info, sul blog personale e sul proprio sito web) e di libri (uno dei quali insieme a Giulietto Chiesa) che esprimono posizioni critiche nei confronti della politica estera di molti paesi legati agli Stati Uniti d'America. In tali contenuti viene inoltre delineato un nesso causale fra la situazione politica internazionale contemporanea e l'esistenza di una strategia della tensione applicata a livelli globali (mettendo ad esempio in correlazione le vicende belliche degli anni 2000 con i fatti avvenuti l'11 settembre 2001 negli USA) finalizzata all'espansione della sfera di potere politico-economico delle classi dirigenti degli Stati Uniti d'America.
Da deputato ha presentato come primo firmatario una proposta di legge per l'istituzione dei Certificati di Compensazione Fiscale, una sorta di moneta fiscale.

### L'espulsione dal M5S e la nascita di Alternativa

Logo di Alternativa

Nel corso della XVIII legislatura, dopo aver sostenuto i due governi guidati da Giuseppe Conte, nega la fiducia al governo Draghi e, per tale motivo, viene espulso dal Movimento 5 Stelle insieme ad altri parlamentari. Con l'obiettivo di rilanciare la linea politica originariamente assunta dal M5S, contribuisce alla nascita di un nuovo soggetto, L'Alternativa c'è, collocato all'opposizione.
Alla Camera, il nuovo movimento si costituisce come componente interna al gruppo misto; il 12 novembre 2021 cambia nome in Alternativa, di cui Cabras (in veste di presidente) e Andrea Colletti (nel ruolo di capogruppo) saranno i punti di riferimento.
Il 31 luglio 2022, in vista delle elezioni politiche, il leader di Italexit Gianluigi Paragone annuncia l'intesa con Alternativa per una lista unica. Tuttavia, il 5 agosto 2022, l'accordo con Italexit è sciolto da Alternativa, a fronte della «presenza – anche in ruoli di capolista – di candidati organici a formazioni di ispirazione neofascista».
Il 16 ottobre 2022 l'Assemblea nazionale di Alternativa elegge Mattia Crucioli come presidente e Emanuela Corda come sua vice; Cabras termina quindi il proprio mandato, rimanendo nella Direzione nazionale del movimento.

### La fondazione di Democrazia Sovrana Popolare
Nel gennaio 2023 Pino Cabras lascia Alternativa. Alle elezioni regionali in Trentino-Alto Adige del 2023 appoggia la candidatura di Marco Rizzo con Democrazia Sovrana Popolare a presidente della Provincia autonoma di Trento.
Il 27 e 28 gennaio 2024 Cabras partecipa al congresso fondativo di Democrazia Sovrana Popolare annunciando la sua candidatura nel nuovo partito per le elezioni europee dell'8-9 giugno 2024. Tuttavia DSP non riuscirà a raccogliere le firme necessarie per presentare le liste nelle circoscrizioni in cui è candidato Cabras (nord-ovest, meridionale e isole) ma solo in quella centrale. 

## Pubblicazioni
- Giuseppe Cabras, Balducci e Berlinguer. Il principio della speranza, La Zisa, 1995, ISBN 978-88-8128-005-6.ISBN 978-88-8128-005-6.
- Pino Cabras, Strategie per una guerra mondiale. Dall'11 settembre al delitto Bhutto, Aìsara, 2008, ISBN 978-88-6104-015-1.ISBN 978-88-6104-015-1.
- Giulietto Chiesa e Pino Cabras, Barack Obush. La liquidazione di Osama, l'intervento in Libia, la manipolazione delle rivolte arabe, la guerra all'Europa e alla Cina: colpi di coda di un impero in declino, Ponte alle Grazie, 2011, ISBN 978-88-6220-450-7.. Edizione russa:  Глобальная матрица [Global'naja Matrica], Tribuna, 2012, ISBN 978-5-901253-27-4..
- Enrica Perucchietti, False flag. Sotto falsa bandiera. Strategia della tensione e terrorismo di Stato (prefazione), Arianna editrice, 2016, ISBN 978-8865881415..
- Pino Cabras, Contro il 'Sionismo Reale'. Diario dell'infamia genocidiaria del XXI Secolo, Visione editore, 2025, ISBN 979-12-8182-915-2.ISBN 979-12-8182-915-2.